# スパー石
スパー石 (スパーせき、英語: spurrite) は、高温スカルン鉱床という通常のスカルン鉱床よりも高温で石灰岩と火成岩が反応してできた珍しい鉱床で産する珪酸塩鉱物。1908年にメキシコ・ドゥランゴ州のTerneras鉱山で発見され、アメリカの地質学者ジョサイア・エドワード・スパー (1870-1950)にちなんで名付けられた。炭酸塩でもあるため塩酸などの酸で発泡するのが特徴だが、同じように酸で溶けるティレー石（Tilleyite）などの鉱物と共産することが多いので注意が必要である。通常は白色から無色の塊状で、結晶は見られない。
日本の岡山県備中町布賀と広島県東城町久代のあたりの地域には高温スカルン鉱床があり、世界的に有名な紫色や青色のスパー石以外にも世界的に珍しい鉱物（五水灰硼石など）や新鉱物（逸見石、大江石、岡山石、布賀石、備中石、森本柘榴石など）が数多く発見された。日本以外では、アメリカ合衆国（カリフォルニア州、ニューメキシコ州、モンタナ州）、アイルランド、スコットランド、ニュージーランド、トルコ、イスラエル、シベリアで産出する。
イスラエルではネゲヴ砂漠中に産出する。しかし同産地には高温スカルン鉱床の痕跡が無く、生成の経緯は不明とされていたが、現在では地層に含まれる瀝青の酸化熱により生成されたと考えられている。

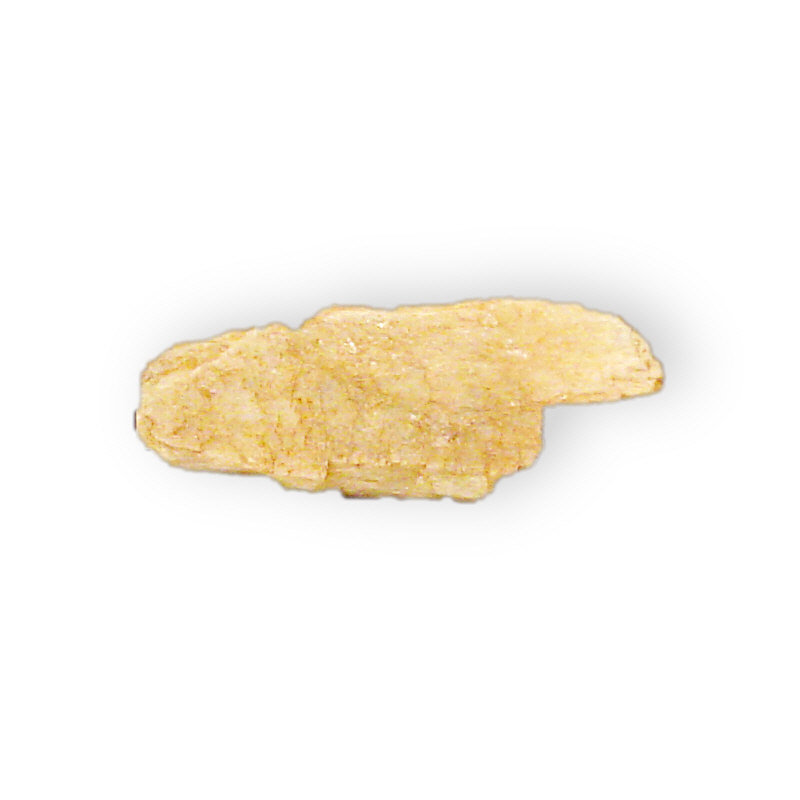
アメリカ合衆国ニューメキシコ州産出のスパー石